# Кім Боп Мін
Кім Боп Мін  (кор. 김 법민, 22 травня 1991) — південнокорейський лучник, олімпійський медаліст.

## Виступи на Олімпіадах
| Олімпіада   | Дисципліна | Місце |
| ----------- | ---------- | ----- |
| Лондон 2012 | особисті   | 5     |
| Лондон 2012 | командні   | 3     |